# (22554) Shoshanatell
(22554) Shoshanatell (1998 FC118) – planetoida z pasa głównego asteroid okrążająca Słońce w ciągu 3,39 lat w średniej odległości 2,25 j.a. Odkryta 31 marca 1998 roku.